# Microsoft Visual Studio
Microsoft Visual Studio é um ambiente de desenvolvimento integrado (IDE) da Microsoft para desenvolvimento de software especialmente dedicado ao .NET Framework e às linguagens Visual Basic (VB), C, C++, C# (C Sharp) e F# (F Sharp). Também é um produto de desenvolvimento na área web, usando a plataforma do ASP.NET, como websites, aplicativos web, serviços web e aplicativos móveis.

## Edições
Microsoft Visual Studio está disponível nas seguintes edições ou SKUs:

### Community
A edição Community foi anunciada em 12 de novembro de 2016, como uma versão nova e gratuita com funcionalidade similar ao Visual Studio Professional. Até esta data, as únicas edições gratuitas de Visual Studio eram variantes do Express com limitação de funcionalidades, Diferente das outras variantes Express, Visual Studio Community dá suporte a múltiplas linguagens, e fornece suporte para extensões. Visual Studio Community é orientado para desenvolvedores individuais e pequenas equipes.

### Enterprise
Em adição às funcionalidades fornecidas pela edição Professional, a edição Enterprise fornece um novo grupo de ferramentas para desenvolvimento de software, desenvolvimento de banco de dados, colaboração, métricas, arquitetura, testes e relatórios.

## História
O Visual Studio possui diversas edições no mercado:

### 97
Esta versão foi desenvolvida em 1997. Havia duas edições deste produto: a edição Professional (profissional) e Enterprise (empresarial). Incluía o Visual Basic 5.0, Visual C++ 5.0, Visual J++ e Visual FoxPro 5.0.

### 6.0
Esta versão foi publicada em 1998. Esta contém a versão mais conhecida e usada no mundo[carece de fontes?] do Visual Basic e do Visual C++ (6.0). Até essa versão não tinha o.NET Framework. Muitos ainda usam o VS 6.0 porque o que se faz nele roda em todas as versões de Windows[carece de fontes?], já nos novos é necessário ter o .NET Framework, o que aumenta bastante o tamanho dos instaladores.

### .NET (2002)
Esta é uma versão focada no desenvolvimento da plataforma .NET. Inclui O Visual C# e o Visual Basic .NET.
A Microsoft lançou o Visual Studio .NET (VS.NET) em Fevereiro de 2002 (A versão beta foi lançada através de Microsoft Developer Network em 2001). A maior mudança foi a introdução de um código gerenciado no ambiente de desenvolvimento utilizando o Framework. NET. Programas desenvolvidos usando. NET não são compilados para linguagem de máquina (como C ++, por exemplo), mas em vez de um formato chamado Microsoft Intermediate Language (MSIL) ou Common Intermediate Language (CIL). Quando um aplicativo executa CIL, é compilação just-in-time | compilado ao ser executado para a linguagem de máquina apropriada para a plataforma que está sendo executado, tornando código portátil através de várias plataformas. Programas compilados em CIL só podem ser executados em plataformas que têm uma implementação de Common Language Infrastructure. É possível executar programas CIL em Linux ou Mac OS X com implementações .NET feitas por terceiros, como o Mono(software) e DotGNU.
Esta foi a primeira versão do Visual Studio para exigir um NT. Baseado em plataforma Windows, o instalador impõe esta exigência.
.NET Visual Studio 2002 foi lançado em quatro edições: Acadêmico, de Desenvolvimento, Professional, Enterprise e Enterprise Architect. A Microsoft introduziu C # (C-Sharp), uma nova linguagem de programação, que tem como alvo .NET. Ele também introduziu o sucessor do Visual J ++ chamado Visual J #. Programas Visual J # usam a sintaxe do Java. No entanto, ao contrário do Visual J ++, o Visual J # só pode ser executado em ambiente .NET, não o Java Virtual Machine como as outras ferramentas Java.
O Visual Basic mudou drasticamente para se ajustar ao novo quadro, e a nova versão foi chamada Visual Basic .NET. A Microsoft também adicionou extensões para C ++, chamado gerenciador Extensions para C ++, então programas .NET poderiam ser criados em C ++.
O Visual Studio.NET pode produzir aplicações de segmentação do Windows (usando o Windows faz parte do quadro .NET), a Web (usando ASP.NET e Web Services) e, com um add-in, dispositivos portáteis (usando o .NET Compact Framework).
O ambiente Visual Studio.NET foi reescrito para utilizar parcialmente .NET. Todas as línguas são versões do Visual Studio, têm uma interface mais limpa e maior coesão [carece de fontes?] . É também mais personalizável, com janelas de ferramentas que se escondem automaticamente quando não estiverem em uso. Enquanto o Visual FoxPro 7 começou como parte do Visual Studio .NET 2002, e os primeiros betas VS permitiam depuração dentro do VFP baseados em DLLs, ele foi removido antes da liberação para seguir seu caminho próprio de desenvolvimento [carece de fontes?].
O número de versão interno da .NET Visual Studio 2002 é a versão 7.0. Microsoft lançou o Service Pack 1 para o Visual Studio .NET 2002 em março de 2005.

### 2003
Em abril de 2003, a Microsoft introduziu uma pequena atualização para o Visual Studio .NET chamado Visual Studio .NET 2003. Ele inclui um upgrade para o quadro Framework, versão 1.1, e é o primeiro lançamento para apoiar programas de desenvolvimento para dispositivos móveis, utilizando ASP.NET ou o quadro .NET Compact. O compilador Visual C ++ teve padrões de conformidade melhorados, especialmente na área de especialização de modelo parcial. Visual C ++ Toolkit 2003 é uma versão do mesmo compilador C ++ .NET fornecido com o Visual Studio 2003 sem o IDE, que a Microsoft fez livremente disponível. Atualmente não estão mais disponíveis pois foram sucedidas pelas versões Express. O número de versão interno da .NET Visual Studio 2003 é a versão 7.1, enquanto a versão de formato de arquivo é de 8.0.
Visual Studio .NET 2003 foi expedido em quatro edições: acadêmica, profissional, Enterprise Developer e Enterprise Architect. O Visual Studio .NET 2003 edição Enterprise Architect inclui uma implementação de Microsoft Visio com tecnologias 2002 de modelagem, incluindo ferramentas para a criação de Linguagem de Modelagem Unificada baseadas em representações visuais de arquitetura de um aplicativo, e um poderoso papel Object ( modelagem de Objetos Papel (ORM)) e uma solução de banco de dados com modelagem de lógica. "Modelos Corporativos" também foram introduzidos, para ajudar as equipes de desenvolvimento maiores a padronizar estilos de codificação e aplicar políticas em torno do uso de componentes e configurações de propriedade.

### 2005
Recebeu o codinome Whidebey, esta é a versão 8 e suporta os .NET Frameworks 2.0 e 3.0, e foi lançada em 07/11/2005.

### 2008
Lançada em Fevereiro de 2007, junto com as versões finais dos softwares Windows Server 2008 e o SQL Server 2008.

### 2010
A 12 de Abril de 2010 a Microsoft lançou o Visual Studio 2010, de nome de código Dev10, e a .NET Framework 4.
Seu lançamento conta com suporte a desenvolvimento de aplicativos Web, aplicativos para Windows Phone, SharePoint, além de aprimorar os já conhecidos Windows Forms, Web Forms e também plataformas como o Microsoft XNA.
Oferece IntelliTrace, Gerenciamento de Ciclo de Vida de Aplicativos (ALM), uma nova interface desenvolvida com WPF (Windows Presentation Foundation), com o objetivo de tornar a IDE mais intuitiva, sistema de busca mais eficaz, dentre outros.

### 2012

Logotipo do Visual Studio 2012.

O Microsoft Visual Studio 2012 (ou VS2012) teve seu anúncio final de build em 1° de Agosto de 2012 com versão final disponibilizada em 12 de setembro de 2012.
O VS2012 veio com uma remodelação na interface adaptando seu layout ao novo modelo visual da Microsoft para o Windows 8.
Dentre as novidades do software:
- Novo framework de desenvolvimento: Agora o VS2012 permite desenvolver para a versão 4.5 da .Net Framework
- Page Inspector: Permite a visualização rápida da página web (Web Forms ou MVC) diretamente do Visual Studio ou do browser escolhido sem a necessidade de execução do projeto como um todo.
- F# para Web: A nova versão da IDE permite o desenvolvimento em F# para plataformas Web e Azure.
- Team Foundation Server Power Tools para Visual Studio 2012:Trata-se de uma série de melhorias, ferramentas, utilitários de linha de comando para aumentar a produtividade dos times de desenvolvimento.
- Suporte para desenvolvimento à plataforma Windows 8 e Windows Store: A IDE contém agora projetos do tipo Windows Store com templates para Aplicativos do Windows 8
- Projetos portáveis: Trata-se de projetos do tipo Class Library que podem ser portados  entre multiplataformas (Windows, Silverlight, Windows Phone e Xbox)
- Mudanças nas ferramentas: A ferramenta agora possui ferramentas para aumento de produtividade, possibilidade de navegar no Solution Explorer em Solução → Projeto- > Classe → Métodos. Novas ferramentas de busca e duas possibilidades de visual (Gray e Dark).

### 2015
Inclusão da linguagem Python.

### 2017
- A edição 2017 conta com avanços interessantes sobretudo para quem faz uso do XAML, linguagem desenvolvida pela Microsoft para o desenvolvimento de aplicativos móveis; há novidades de usabilidade que permitem abrir um arquivo sem a necessidade de se criar um novo projeto ou solução, além de ganhos relevantes em performance.
- Uma novidade bem vinda é uma modificação no processo de instalação. Agora, é possível escolher que dependências o desenvolvedor deseja instalar, tornando o processo de adaptação do Visual Studio 2017 muito mais racional do que o usado no 2015. Na edição anterior, era preciso instalar os complementos depois, num processo não muito amigável a novatos.
- Usuários ambientados com a edição anterior do Visual Studio não encontrarão muitas diferenças à primeira vista, já que a interface gráfica sofreu poucas alterações. Entretanto, a promessa da Microsoft é de um desempenho superior, graças a uma revisão da estrutura do Visual Studio para que ele rode de forma mais fluida e não pese tanto na máquina. Entretanto, em máquinas com menos fôlego, os ganhos de performance podem acabar diluídos por conta de limitações de processador e hardware: na máquina em que o Visual Studio 2017 foi testada, o desempenho não aparentou grandes diferenças quando comparado com a edição 2015.
- Entre os ajustes bem-vindos, o Visual Studio 2017 passará a oferecer um preview para aplicações criadas para Android ou iOS, dando ao programador a perspectiva de acompanhar a evolução do seu trabalho à medida que criam o código da aplicação, medida bem-vinda e que reproduz o que já era oferecido há bastante tempo para quem usa C# para criar softwares para Windows.
- A atualização 2017 do Visual Studio mantém o ambiente de desenvolvimento da Microsoft relevante por oferecer toda a base necessária para que o desenvolvedor escreva software para os sistemas da Microsoft e além. Com melhorias no processo de personalização da ferramenta, mais velocidade no carregamento, além de uma integração melhor com direito a preview do Xamarin Forms para desenvolvedores de apps para celulares, o Visual Studio 2017 é uma poderosa plataforma de desenvolvimento gratuita.[8]

### 2019
- Em 02 de Abril de 2019 foi lançado o Visual Studio 2019.